# Lumbricus
Lumbricus es un género de anélidos perteneciente a la familia Lumbricidae. Contiene algunas de las lombrices más comunes de Europa, alcanzando cerca de 700 especies.

## Especies
Entre la numerosas especies que contiene cabe destacar:
- Lumbricus badensis
- Lumbricus castaneus
- Lumbricus festivus
- Lumbricus rubellus
- Lumbricus terrestris